# بروس أردن
بروس أردن (بالإنجليزية: Bruce Arden)‏ هو عالم حاسوب أمريكي، ولد في 1927.